# Smerdowie
Smerdowie – nazwa stosowana przez Słowian wschodnich i zachodnich na określenie wolnych chłopów. Byli to chłopi zależni bezpośrednio od monarchy. W polskich źródłach pisanych termin występował już w z XII i XIII wieku.